# Leandro García Morales
Leandro García Morales (ur. 27 czerwca 1980 w Montevideo) – urugwajski koszykarz, występujący na pozycji rzucającego obrońcy, posiadający także włoskie obywatelstwo, obecnie zawodnik Instituto Atlético Central Córdoba.
Od 2001 roku występuje w reprezentacji Urugwaju. Wystąpił z nią na czterech Mistrzostwach Ameryk: 2005, 2007, 2009, 2011.

## Osiągnięcia
Na podstawie, o ile nie zaznaczono inaczej.
Drużynowe
- Mistrz:
  - Ligi Południowoamerykańskiej (2008)
  - Urugwaju (2007, 2008, 2009, 2013, 2016, 2017)
  - Meksyku (2010)
  - Wenezueli (2008, 2010)
  - Torneo Super 4 (2008)
- Wicemistrz:
  - Ligi Południowoamerykańskiej (2013)
  - Urugwaju (2014)
  - Wenezueli (2009, 2011)
- Brązowy medalista Ligi Amerykańskiej FIBA (2014)

Indywidualne
(* – nagrody przyznane przez portal Latinbasket.com)
- MVP:
  - ligi:
    - meksykańskiej LNBP (2010)*
    - argentyńskiej TNA (2007)*
    - urugwajskiej LUB (2008, 2009, 2013, 2017)
- Najlepszy*:
  - zagraniczny zawodnik ligi meksykańskiej (2010)
  - zawodnik:
    - krajowy urugwajskiej ligi LUB (2008)
    - występujący na pozycji obronnej ligi:
      - meksykańskiej (2010)
      - urugwajskiej LUB (2005)
- Zaliczony do*:
  - I składu:
    - ligi:
      - meksykańskiej (2010)
      - urugwajskiej LUB (2005, 2008, 2009)

    - najlepszych:
      - obcokrajowców ligi meksykańskiej (2010)
      - zawodników krajowych ligi argentyńskiej LUB (2005, 2008)

  - składu honorable mention ligi urugwajskiej LUB (2009)
- Lider strzelców Ligi Amerykańskiej FIBA (2009, 2010, 2014)

Reprezentacja
- Wicemistrz mistrzostw Ameryki Południowej (2006, 2008)
- Brązowy medalista:
  - igrzysk panamerykańskich (2007)
  - mistrzostw Ameryki Południowej (2003, 2012)
- Uczestnik mistrzostw Ameryki (2007 – 6. miejsce, 2009 – 6. miejsce, 2011 – 7. miejsce, 2013 – 7. miejsce)
- Zaliczony do III składu mistrzostw Ameryki (2009)